# Cuproxena
Cuproxena là một chi bướm đêm thuộc phân họ Tortricinae của họ Tortricidae.

## Các loài
- Cuproxena anielae (Razowski & Becker, 1990)
- Cuproxena argentina Brown, in Brown & Powell, 1991
- Cuproxena astroboda (Razowski & Becker, 1990)
- Cuproxena auga (Razowski & Becker, 1990)
- Cuproxena binotata Brown & Obraztsov in Brown & Powell, 1991
- Cuproxena bramiliana Brown, in Brown & Powell, 1991
- Cuproxena cara Brown, in Brown & Powell, 1991
- Cuproxena chelograpta (Meyrick, 1917)
- Cuproxena cornuta Brown & Obraztsov in Brown & Powell, 1991
- Cuproxena duckworthorum Brown, in Brown & Powell, 1991
- Cuproxena elongana Brown, in Brown & Powell, 1991
- Cuproxena eudiometra (Razowski & Becker, 1990)
- Cuproxena flintana Brown, in Brown & Powell, 1991
- Cuproxena flosculana (Walsingham, 1914)
- Cuproxena hoffmanana Brown, in Brown & Powell, 1991
- Cuproxena latiana Brown, in Brown & Powell, 1991
- Cuproxena minimana Brown, in Brown & Powell, 1991
- Cuproxena neonereidana Brown, in Brown & Powell, 1991
- Cuproxena nereidana (Zeller, 1866)
- Cuproxena paracornuta Brown, in Brown & Powell, 1991
- Cuproxena pseudoplesia Brown, in Brown & Powell, 1991
- Cuproxena quinquenotata (Walker, 1863)
- Cuproxena serrata Brown, in Brown & Powell, 1991
- Cuproxena speculana (Walsingham, 1914)
- Cuproxena subunicolora Brown & Obraztsov in Brown & Powell, 1991
- Cuproxena trema Brown & Obraztsov in Brown & Powell, 1991
- Cuproxena triphera Brown & Obraztsov in Brown & Powell, 1991
- Cuproxena virifloscula Brown, in Brown & Powell, 1991